# NGC 2724
NGC 2724 (również PGC 25331 lub UGC 4726) – galaktyka spiralna z poprzeczką (SBc), znajdująca się w gwiazdozbiorze Rysia. Odkrył ją John Herschel 7 lutego 1832 roku. Jest to galaktyka o niskiej jasności powierzchniowej.